# ملک طاووس

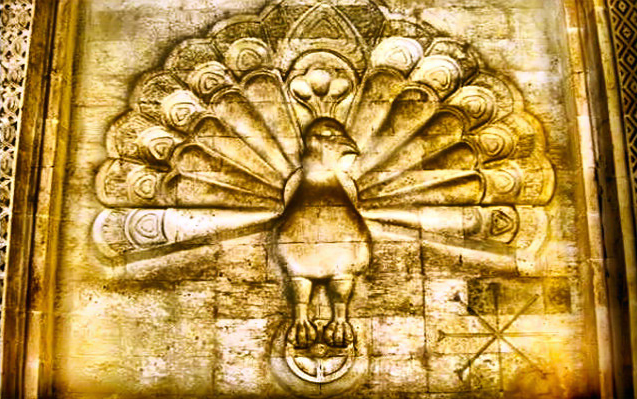
ملک طاووس

ملک طاووس (کرمانجی: Tawûsê Melek)، همچنین در زبان انگلیسی به عنوان فرشته طاووس ترجمه شده، یکی از چهره‌های اصلی ایزیدیان است. در داستان خلقت یزیدی، بر اساس عقیدهٔ یزیدی‌ها، خداوند هفت فرشته را برای ادارهٔ زمین خلق کرد که ملک طاووس در رأس آنان قرار دارد.
مانند بسیاری از جنبه‌های مذهب پنهانی ایزدی، ملک طاووس در معرض تفسیرهای متنوع و مبهم است. " کتاب وحی ایزدی " (Ketêbâ Jelwa)، متنی که عموماً اعتقاد بر این است که در اوایل قرن بیستم توسط غیر یزیدیان (به همراه " کتاب سیاه ایزدی ") نوشته شده است اما براساس سنت شفاهی ایزدی ساخته شده است، حتی اگر ترجمه قرن نوزدهم از متن وجود داشته باشد، گفته می‌شود که حاوی کلمات ملک طاووس است و بیان می‌کند که او مسئولیت‌ها، نعمت‌ها و بدبختی‌ها را بر حسب بشریت به انسان اختصاص می‌دهد و این برای این نیست که نژاد آدم انتخاب‌های خود را زیر سؤال ببرد.
ملک طاووس خدایی به شکل پرنده است که بر هفت هوشمند سماوی یا فرشته حکمرانی می‌کند. همچون صابئین یا مندائیان ایزدی‌ها هم رو به شمال و ستاره قطبی نیایش می‌کنند.

## پیشینه

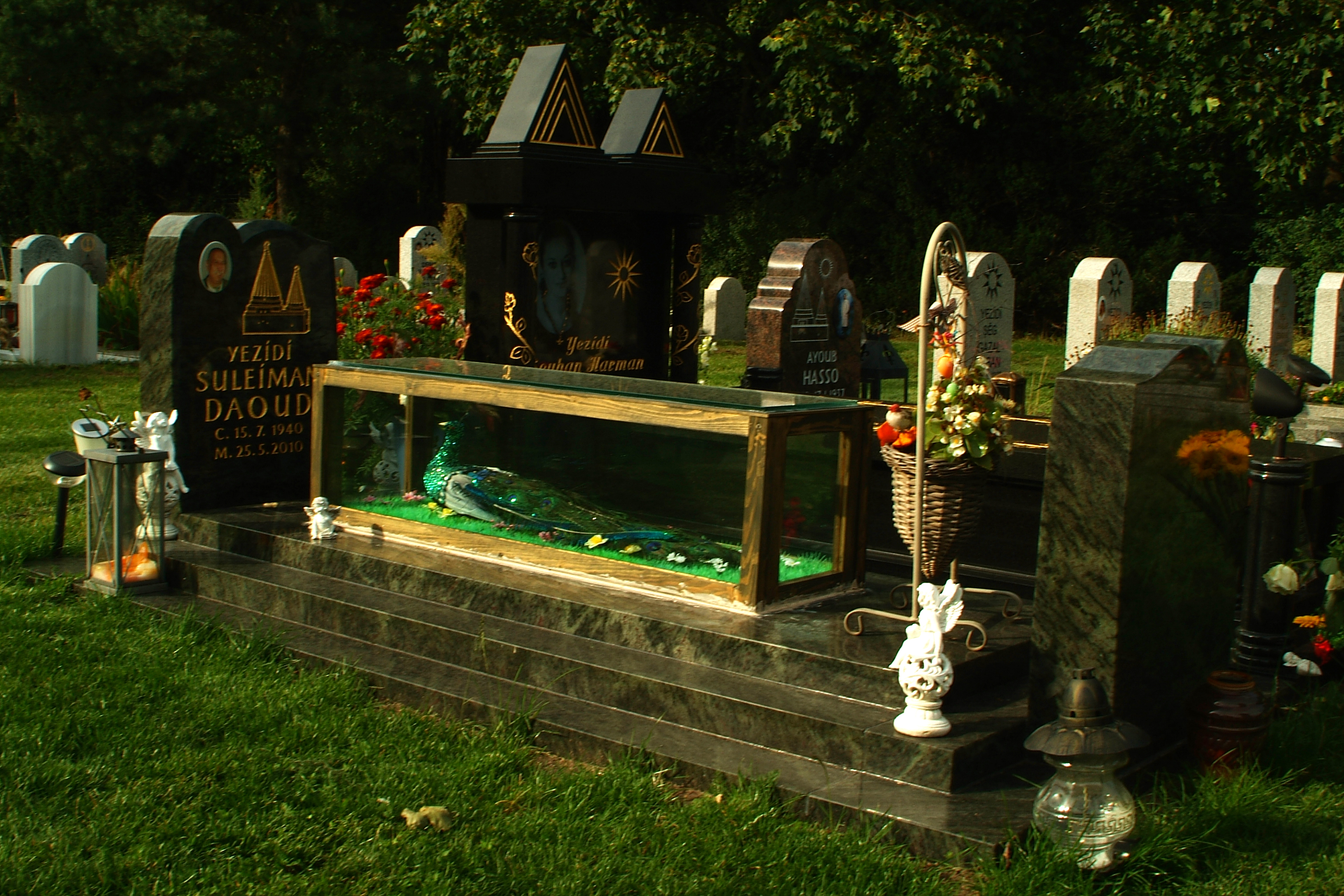
محل دفن ایزدی‌ها در گورستان‌های شهر هانوفر-لائه با طاووس که نمادی از ملک طاووس است.

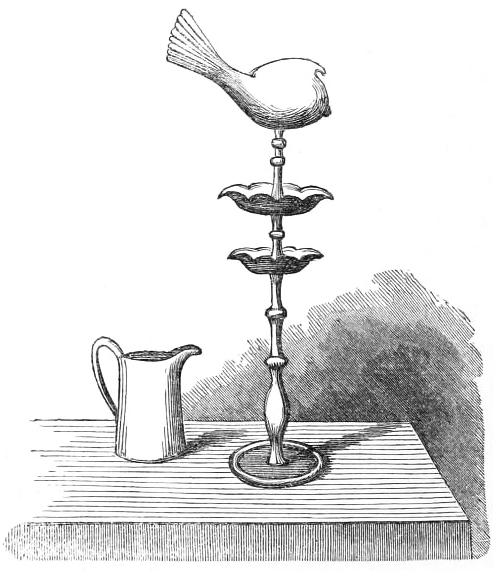
نماد ملک طاووس در مناسک یزدیان

این آئین حدود ۸۰۰ سال پیش توسط صوفی شیخ عدی بن مسافر اموی بنیان نهاده شده است. یکی از توصیه‌های شیخ عدی به پیروانش دوری از کتاب‌ها بود (تونجی، ۱۳۸۰: ۳۸) که همین وصیت باعث رواج بی‌سوادی در میان پیروان وی گردید. به همین دلیل آنان اعتقاداتشان را به صورت شفاهی و سینه به سینه نقل می‌کنند. ایزدیان اثر مکتوب خاصی به جز دو کتاب خیلی مختصر مصحف رش و جلوه ندارند.

## ریشه‌شناسی
ملک از اصطلاح آرامی به معنای «پادشاه» یا «فرشته» وام گرفته شده است. طاووس به عنوان پرنده‌ای غیر بومی منطقه توسط باورهای مسیحیان نخستین که بر این عقیده بوده‌اند که گوشت آن پس از مرگ پوسیده نمی‌شود، جاودانگی را نشان می‌داد، و این نمادگرایی به عقاید ایزدی رسیده است. در نتیجه، آنها با تصاویر طاووس زیارتگاه‌ها، دروازه‌ها، قبور و خانه‌های عبادت را تزئین می‌کنند.

## باور ایزدیان
ایزدی‌ها ملک طاووس را نشانه خدا و یک فرشته خوب و خیرخواه و از فرشتگان مقرب خدا می‌دانند، که پس از گذراندن یک آزمایش، به وی واگذار شد تا از دنیا مراقبت کند و کیهان را از تخم کیهانی خلق کند. ایزدی‌ها معتقدند که ملک طاووس منبع شرارت یا شیطان نیست. آنها او را رهبر فرشتگان می‌دانند، نه یک فرشته سقوط کرده ننگین بلکه او را از خاندان خدا می‌شمارند. ایزدی‌ها معتقدند که بنیانگذار یا اصلاح طلب مذهب آنها، شیخ عدی ابن مسافر، تجسم ملک طاووس بوده است.

## اتهام پرستش شیطان
از اواخر قرن شانزدهم میلادی، برخی از مسلمانان به دلیل شباهت بین داستان قرآنی ابلیس و روایت خودداری ملک طاووس در تعظیم به آدم، ایزدیان را به عبادت شیطان متهم کرده‌اند. در حالی که مسلمانان ابلیس را به دلیل امتناع از تسلیم شدن به خدا و تعظیم در مقابل آدم، توبیخ می‌کنند و معتقدند که نافرمانی او باعث شده است که او از فیض خدا سقوط کند، یزیدی‌ها ملک طاووس را به خاطر وفاداری به خدا احترام می‌گذارند و معتقدند که دستور خدا به ملک طاووس امتحان بود تا ببینید چه کسی واقعاً به خدا وفادار است. این روایت منجر به تفسیرهای نادرست بسیاری از محققان غربی شد که ایمان ایزدی را از طریق تأثیرات فرهنگی خودشان تفسیر می‌کردند. اتهامات بیشتر ناشی از روایات منسوب به ملک طاووس، که در واقع برای یزیدیسم خارجی است، احتمالاً توسط مسلمانان در قرن نهم یا مبلغان مسیحی در قرن بیستم معرفی شده است. اتهامات مربوط به پرستش شیطان باعث قرنها آزار و اذیت شدید آنها شده است، و همین امر موجب شده تا جوامع ایزدی در مناطق کوهستانی دورافتاده شمال غربی عراق متمرکز شوند. تابوی ایزدی در برابر کلمه عربی الشیطان و کلماتی که حاوی صامت‌ها (sh (sh)) و t / ṭ هستند برای نشان دادن ارتباط بین این ملک طاووس و ابلیس استفاده شده است، اگرچه هیچ مدرکی وجود ندارد که نشان دهد یزیدی‌ها ملک طاووس را به عنوان همین چهره دارند عبادت می‌کنند. «کتاب سیاه ایزدی» مستقیماً ملک طاووس را با عزازیل مشخص می‌کند. اما یزیدی‌ها ملک طاووس را با جبرئیل (Gabriel) مشخص می‌کنند. در یک نسخه خطی عربی از نام «جبرئیل» به جای «ملک طاووس» در خواندن ثانویه استفاده می‌شود. عنوان «طاووس بهشت» در بین روایات اسلامی برای جبرئیل نیز به کار رفته است.